# Adromischus cooperi
Adromischus cooperi là một loài thực vật có hoa trong họ Crassulaceae. Loài này được (Baker) A.Berger miêu tả khoa học đầu tiên năm 1930.